# 채 도후
채 도후(蔡悼侯, ? ~ 기원전 519년)는 중국 춘추 시대의 인물로, 제20대 채후이다. 성은 희(姬), 휘는 동국(東國)이다.
제18대 채후 채 영후의 손자며 은태자(隱太子) 우(友)의 아들이다. 영후 12년(기원전 531년)에 초나라의 침공을 받아 채나라가 망했고, 평후 2년(기원전 529년)에 채나라를 다스리고 있던 초 평왕이 채나라를 복구하면서 작은할아버지 평후가 채후로 즉위했는데, 평후가 은태자를 죽였다. 평후가 평후 9년(기원전 522년)에 죽자 평후의 아들을 공격하고 스스로 채후가 되었다.
도후 원년(기원전 521년), 초나라로 달아났다. 도후 3년(기원전 519년), 도후가 죽어 아우 소후 신이 뒤를 이었다.